# Tryphon bidentatus
Tryphon bidentatus là một loài tò vò trong họ Ichneumonidae.